# Geomorphographie
Geomorphographie (von altgriechisch γῆ gē „Erde“, μορφή morphḗ „Gestalt, Form“ und -graphie) ist das deskriptive Teilgebiet der Geomorphologie. Im engeren Sinn ist die Geomorphographie die Beschreibung von Landformen und deren Formelementen mit qualitativen Methoden. Meist wird in die Definition auch die Geomorphometrie (Beschreibung von Land-/Erdformen mit quantitativen Methoden) einbezogen, sodass Geomorphographie im weiteren Sinne als Beschreibung der Erdformen mit qualitativen und quantitativen Methoden definiert werden kann.
Die Geomorphographie ist unerlässlich für die Reliefanalyse wie auch die Kartierung des Geländes.

## Erdformen und Formelemente
Die Ausprägungen des Reliefs der Erdoberfläche werden Landformen oder Erdformen genannt. Um sie zu beschreiben, müssen diese Formen in ihre kleinsten Einheiten zerlegt werden. Jedes dieser Formelemente ist gekennzeichnet durch eine einheitliche Wölbung. Durch die Beschreibung der verschiedenen Eigenschaften aller Formelemente eines Geländeausschnitts erhält man letztlich die Beschreibung der Landformen.
Die Eigenschaften, die Formelemente charakterisieren, sind:
- Gestalt
- Größe
- Lagebeziehung (Position und Höhe)
- Material (Gestein).

Die beschreibenden Parameter der Gestalt sind ihre Krümmung (Wölbung), die Neigung und Exposition (Hangrichtung) sowie die Geometrie des Formelements. Die Größe umfasst die Zuordnung zu Makroskala (morphologische Regionen), Mesoskala (Landformen, Reliefformen) oder Mikroskala (Oberflächenstrukturen).

## Anwendung
Verwendet wird die Beschreibung der Formen und Formelemente in der geomorphologischen Klassifizierung von Geländeformen in Zusammenhang mit der Morphogenese der Geländeformationen durch die formgebenden geologischen Deckschichten. Das umfasst neben der Erklärung des Erscheinungsbildes auch Erfassung und Prognose der Veränderungen im Relief (Geomorphodynamik).
Immer mehr an Bedeutung gewinnen die geomorphographischen Daten aber in den Geoinformationssystemen (GIS), wo sie zusammen mit digitalen Höhenmodellen zur Erstellung von digitalen Geländemodellen (DGM) verwendet werden. Zweitere treffen neben den reinen Höhenlagen auch Aussagen über strukturelle Zusammenhänge im Gelände.